# Temporada 1947 de las Grandes Ligas de Béisbol
La Temporada 1947 de las Grandes Ligas de Béisbol fue disputada de abril a octubre, con 8 equipos tanto en la Liga Americana como en la Liga Nacional con cada equipo jugando un calendario de 154 partidos.
El 15 de abril, Jack Roosevelt Robinson entró en la alineación de los Dodgers, jugando como primera base. Esto significó un nuevo capítulo en Major League Baseball, ya que fue la primera vez que se permitía jugar a un afroamericano en la liga. Hubo más de 26 000 fanáticos en Ebbets Field ese día.
La temporada finalizó cuando New York Yankees derrotaron en la Serie Mundial a Brooklyn Dodgers en siete juegos, ganando así su undécimo título.

## Premios y honores
- MVP
  - Joe DiMaggio, New York Yankees (AL)
  - Bob Elliott, Boston Braves (NL)
- Novato del año
  - Jackie Robinson, Brooklyn Dodgers (NL)

## Temporada Regular
| Liga Americana         | Liga Americana | Liga Americana | Liga Americana | Liga Americana | Liga Americana | Liga Americana |
| Equipo                 | V              | D              | CTE            | JD             | LOCAL          | VISITA         |
| ---------------------- | -------------- | -------------- | -------------- | -------------- | -------------- | -------------- |
| New York Yankees       | 97             | 57             | .630           | -              | 55-22          | 42-35          |
| Detroit Tigers         | 85             | 69             | .552           | 12             | 46-31          | 39-38          |
| Boston Red Sox         | 83             | 71             | .539           | 14             | 49-30          | 34-41          |
| Cleveland Indians      | 80             | 74             | .519           | 17             | 38-39          | 42-35          |
| Philadelphia Athletics | 78             | 76             | .506           | 19             | 39-38          | 39-38          |
| Chicago White Sox      | 70             | 84             | .455           | 27             | 32-43          | 38-41          |
| Washington Senators    | 64             | 90             | .416           | 33             | 36-41          | 28-49          |
| St. Louis Browns       | 59             | 95             | .383           | 38             | 29-48          | 30-47          |

| Liga Nacional         | Liga Nacional | Liga Nacional | Liga Nacional | Liga Nacional | Liga Nacional | Liga Nacional | Liga Nacional |
| Equipo                | V             | D             | CTE           | JD            | LOCAL         | VISITA        |               |
| --------------------- | ------------- | ------------- | ------------- | ------------- | ------------- | ------------- | ------------- |
| Brooklyn Dodgers      | 94            | 60            | .610          | -             | 52-25         | 42-35         |               |
| St. Louis Cardinals   | 89            | 65            | .578          | 5             | 46-31         | 43-34         |               |
| Boston Braves         | 86            | 68            | .558          | 8             | 50-27         | 36-41         |               |
| New York Giants       | 81            | 73            | .526          | 13            | 45-31         | 36-42         |               |
| Cincinnati Reds       | 73            | 81            | .474          | 21            | 42-35         | 31-46         |               |
| Chicago Cubs          | 69            | 85            | .448          | 25            | 36-43         | 33-42         |               |
| Philadelphia Phillies | 62            | 92            | .403          | 32            | 38-38         | 24-54         |               |
| Pittsburgh Pirates    | 62            | 92            | .403          | 32            | 32-45         | 30-47         |               |

## Postemporada
AL New York Yankees (4) vs. NL Brooklyn Dodgers (3)
|                                               |
| Campeón New York Yankees Décimo Primer Título |

## Líderes de la liga

### Liga Americana
Líderes de Bateo 
| Categoría           | Jugador       | Equipo | Marca |
| ------------------- | ------------- | ------ | ----- |
| Porcentaje de bateo | Ted Williams  | BOS    | .343  |
| Cuadrangulares      | Ted Williams  | BOS    | 32    |
| Carreras Impulsadas | Ted Williams  | BOS    | 114   |
| Carreras Anotadas   | Ted Williams  | BOS    | 125   |
| Hits                | Johnny Pesky  | BOS    | 207   |
| Robo de Bases       | Bob Dillinger | SLB    | 34    |

Líderes de Pitcheo 
| Categoría         | Jugador             | Equipo  | Marca |
| ----------------- | ------------------- | ------- | ----- |
| Victorias         | Bob Feller          | CLE     | 20    |
| Derrotas          | Hal Newhouser       | DET     | 17    |
| ERA               | Joe Haynes          | CHW     | 2.42  |
| Ponches           | Bob Feller          | CLE     | 196   |
| Entradas Lanzadas | Bob Feller          | CLE     | 299   |
| Juegos salvados   | Joe Page Ed Klieman | NYY CLE | 17    |

### Liga Nacional
Líderes de Bateo 
| Categoría           | Jugador                 | Equipo  | Marca |
| ------------------- | ----------------------- | ------- | ----- |
| Porcentaje de bateo | Harry Walker            | STL PHI | .363  |
| Cuadrangulares      | Ralph Kiner Johnny Mize | PIT NYG | 51    |
| Carreras Impulsadas | Johnny Mize             | NYG     | 138   |
| Carreras Anotadas   | Johnny Mize             | NYG     | 137   |
| Hits                | Tommy Holmes            | BSN     | 191   |
| Robo de Bases       | Jackie Robinson         | BRO     | 29    |

Líderes de Pitcheo 
| Categoría         | Jugador         | Equipo | Marca |
| ----------------- | --------------- | ------ | ----- |
| Victorias         | Ewell Blackwell | CIN    | 22    |
| Derrotas          | Johnny Schmitz  | CHC    | 18    |
| ERA               | Warren Spahn    | BSN    | 2.33  |
| Ponches           | Ewell Blackwell | CIN    | 193   |
| Entradas Lanzadas | Warren Spahn    | BSN    | 289.2 |
| Juegos salvados   | Hugh Casey      | BRO    | 18    |